# Frayssinet-le-Gélat
Frayssinet-le-Gélat – miejscowość i gmina we Francji, w regionie Oksytania, w departamencie Lot.
Według danych na rok 1990 gminę zamieszkiwały 412 osoby, a gęstość zaludnienia wynosiła 18 osób/km² (wśród 3020 gmin regionu Midi-Pireneje Frayssinet-le-Gélat plasuje się na 665. miejscu pod względem liczby ludności, natomiast pod względem powierzchni na miejscu 469.).